# Olokun
Nella mitologia yoruba, Olokun è un eroe diventato poi orisha (un semidio), androgino, un misto tra uomo e donna e viene considerato il protettore degli schiavi africani trasferiti nelle Americhe.

## Etimologia
Nella lingue dei yoruba Olokun significa "padrone del mare".

## Caratteristiche e funzioni
Olokun è la personificazione di diverse caratteristiche umane, quali la pazienza, la meditazione, l'osservazione, le visioni future. Le sue caratteristiche si trovano e sono visibili sul fondo dell'oceano. Olokun governa le ricchezze materiali, le abilità psichiche, i sogni, la meditazione, la salute mentale.
In Nigeria e in Benin, Olokun è adorato assieme a Mami Wata, in quanto le due divinità posseggono temperamento e personalità simili.
Nei culti Afrocubani, Olokun viene collegato a Yemaya, visto che entrambi sono associati allo stesso elemento della natura, il mare, l'acqua.
Nella sua versione femminile, Olokun è la moglie di Olorun e la madre di Obatala.

## Nel mito
Si racconta di lui in seguito ad un duello intercorso con Olorun, dio del cielo. Il popolo doveva decidere chi dei due vestisse meglio, Olorun sconfisse il suo nemico trasformandosi in un camaleonte imitando ogni oggetto e indumento indossato da Olokun.